# Euphorbia meuleniana
Euphorbia meuleniana es una especie fanerógama perteneciente a la familia de las euforbiáceas. Es endémica de Yemen.

## Hábitat
Su natural hábitat son los bosques secos subtropicales. Está amenazado por la pérdida de hábitat. Se encuentra en los valles secos de la región de Mahra de Yemen del Sur.

## Taxonomía
Euphorbia meuleniana fue descrita por Ernest Justus Schwartz y publicado en Mitteilungen aus dem Institut für allgemeine Botanik in Hamburg 10: 147. 1939.
Etimología
Euphorbia: nombre genérico que deriva del médico griego del rey Juba II de Mauritania (52 a 50 a. C. - 23), Euphorbus, en su honor – o en alusión a su gran vientre –  ya que usaba médicamente Euphorbia resinifera. En 1753 Carlos Linneo asignó el nombre a todo el género.
meuleniana: epíteto